# 梁春广
梁春广（1939年02月1日—2003年5月27日），广东梅县人，半导体器件专家，中国工程院院士。
1995年，获选中国工程院信息与电子工程学部院士。